# Doddurkarpanhalli, Bangarapet
Doddurkarpanhalli là một làng thuộc tehsil Bangarapet, huyện Kolar, bang Karnataka, Ấn Độ.